# Andenblässhuhn

Verbreitungsgebiet des Andenblässhuhns

Das Andenblässhuhn (Fulica ardesiaca), Syn. F. americana ardesiaca, ist eine Vogelart aus der Familie der Rallenvögel (Rallidae).
Der Vogel kommt in den Anden in Argentinien, Bolivien, Chile, Ecuador, Kolumbien und Peru vor.
Der Lebensraum umfasst Seen, Teiche, Flüsse und Sümpfe, bevorzugt werden größere Seen mit flachen Uferzonen und dichter überhängender Vegetation.
Der Artzusatz kommt von lateinisch ardesiacus ‚schieferfarben‘.

## Merkmale
Die Art ist 40–43 cm groß, massig mit großem, gerundetem Frontschild und dadurch gerundeter Kopfsilhouette. Die Handschwingen haben weiße Spitzen, die Unterschwanzdecken können weiß bis fast schwarz sein. Die Iris ist rot bis rötlich-gelb.
Es existieren zwei unterschiedliche Erscheinungsformen (Morphen):
eine rote mit kräftigem dunkel kastanienbraunem Frontschild, chrom-gelbem Schnabel, zur Spitze hin heller gelb bis grün werdend, selten auch weiß und grünen Beinen und Füßen;
eine helle mit weißem Schnabel, weißem oder orange-gelbem Frontschild und schiefergrauen Beinen und Füßen.
Zusätzlich gibt es weitere Varianten mit rosafarbenem Schnabel, hellem bis primelfarben gelbem Schild, die Beine können auch grau oder lavendelfarben sein.
Die Geschlechter unterscheiden sich nicht. Jungvögel sind dunkel mattgrau, hellerer Unterseite und überwiegend weißem Gesicht, die Iris ist dunkelbraun, der Schnabel dunkelgrau bis hornfarben und hellerer Spitze, Beine und Füße sind gräulich hornfarben mit dunkleren Gelenken.
Mit Ausnahme des äußersten Südens kommt die rote Morphe häufiger in Seen mit reicher Vegetation vor und die weiße in kargen Hochgebirgsseen mit Armleuchteralgen als Hauptwasserpflanze.
Die beiden Morphen wurden früher als eigene Arten angesehen, die weiße als Fulica americana peruviana bezeichnet, während die rote Morphe als Fulica americana ardesiaca geführt wurde. Aufgrund von Unterschieden in Morphologie und Gefiederfärbung wurde die Art als eigenständig betrachtet mit weißer und roter Morphe.
Die Art ist kleiner als das Gelbschnabel-Blässhuhn (Fulica armillata) und größer als das Indianerblässhuhn (Fulica americana).

## Geografische Variation
Es werden folgende Unterarten anerkannt:
- F. a. ardesiaca Tschudi, 1843, Nominatform – Anden Perus südlich bis Nordchile und Nordwestargentinien, 2100–4700 m, Unterschwanzdecken durchgehend weiß
- F. a. atrura Fjeldså, 1983[10], – Anden im südlichen Kolumbien und Ecuador, wohl auch in Nordperu sowie entlang der Küste Perus, von der Küste bis 2200–3600 m Höhe, Unterschwanzdecken mit schwarzen inneren Federfahnen bis fast ganz schwarz

Es wurden Hybride zwischen dem Gelbschnabel-Blässhuhn (Fulica armillata) und dem Andenblässhuhn Fulica armillata x ardesiaca nachgewiesen.

## Stimme
Die Lautäußerungen werden als leises “churr” oder kräftigeres “hrrp” beschrieben, öfter wiederholt.

## Lebensweise
Die Nahrung besteht hauptsächlich aus Wasserpflanzen, die in seichten Gewässern in Gruppen, mitunter in gemischten Jagdgesellschaften gesucht werden. Die Art taucht bis 2–5 m, läuft auch auf schwimmender Vegetation und entlang der Strände.
Die Brutzeit ist nicht bekannt, dürfte der des Indianerblässhuhns (Fulica americana) ähneln. Die Art ist gesellig, monogam, standorttreu und aggressiv während der Brutzeit.
Die beiden Morphen paaren sich nur seltener untereinander.
Das Nest wird zwischen Schilf platziert oder offen auf schwimmendem Wassergras. Das Gelege besteht meist aus 4–5 Eiern, die Küken sind am Scheitel rot und blau unbefiedert, haben kurze orange Haare an der Kehle und einen roten Schnabel mit dunklem Band an der Basis und orangefarbener Spitze. Es kann zu Ersatzbruten kommen.

## Gefährdungssituation
Der Bestand gilt als „nicht gefährdet“ (Least Concern).